# ريرايديد: ديريدا القافز عبر الزمن
ريرايديد: ديريدا القافز عبر الزمن (باليابانية: RErideD-刻越えのデリダ-، بالروماجي: Riraideddo Tokigoe no Derida) (بالإنجليزية: RErideD: Derrida, who leaps through time)‏ هو مسلسل أنمي تلفزيوني من إخراج تاكويا ساتو، وإنتاج استوديو غيك تويز، عرض الأنمي في 3 أكتوبر عام 2018 واستمر عرضه حتى 19 ديسمبر عام 2018، وتكون من 12 حلقة.

## القصة
تدور أحداث القصة عن مهندس روبوتات الذي يستيقظ بعد 10 سنوات من النوم البارد، على عالم مزقته الحرب، ويقاتل من أجل حياته ضد الروبوتات التي كان له هو ووالده اليد في صنعها.

## الشخصيات
دريدا يفين (باليابانية: デリダ・イヴェン، بالروماجي: Derida Ivuen)
أداء صوتي: كينشو أونو
يوري ديتريش (باليابانية: ユーリィ・ディートリヒ، بالروماجي: Yūryi Dītorihi)
أداء صوتي: هيميكا أكانيا
ميج بيلشتاين (باليابانية: マージュ・ビルシュタイン، بالروماجي: Māju Birushutain)
أداء صوتي: ماو إيتشيميتشي
فيداوكس فولكر (باليابانية: ヴィドー・フェルカー، بالروماجي: Vuidō Ferukā)
أداء صوتي: هيرو ساساكي
مايوكا (باليابانية: マユカ، بالروماجي: Mayuka)
أداء صوتي: كايدي هوندو
غراهام (باليابانية: グラハム، بالروماجي: Gurahamu)
أداء صوتي: كازوتومي ياماموتو
دونا (باليابانية: ドナ، بالروماجي: Dona)
أداء صوتي: يو كوباياشي
ناثان بيلشتاين (باليابانية: ネイサン・ビルシュタイン، بالروماجي: Neisan Birushutain)
أداء صوتي: تاكاهيرو ساكوراي
هانز أندري (باليابانية: ハンス・アンドレイ، بالروماجي: Hansu Andorei)
أداء صوتي: مينورو إينابا
جاك يفين (باليابانية: ジャキス・イヴェン، بالروماجي: Jakisu Ivuen)
أداء صوتي: مينيتشيرو ماتسودا
شميت ماير (باليابانية: シュミット・マイヤー، بالروماجي: Shumitto Maiyā)
أداء صوتي: كازويوكي أوكيتسو
فانت (باليابانية: フント، بالروماجي: Funto)
أداء صوتي: هاروكي إيشيا
كاتس (باليابانية: カッツェ، بالروماجي: Kattsue)
أداء صوتي: واتارو كومادا

## وصلات خارجية
- موقع الأنمي الرسمي باللغة اليابانية
- ريرايديد: ديريدا القافز عبر الزمن على موقع ANN anime (الإنجليزية)